# Alwalkeria maleriensis
Alwalkeria maleriensis ("Al Walkers från Maleri") är en art av dinosaurier som tillhör släktet Alwalkeria, en basal ödlehöftad dinosaurie från yngre trias i det som idag är Indien. Den var en liten, tvåbent allätare.

## Namn
Alwalkeria döptes ursprungligen till Walkeria maleriensis av Sankar Chatterjee år 1987 för att hedra den berömde engelske paleontologen Alick Walker och Maleri-formationen, i vilken detta fossil hittades. Emellertid var det ursprungliga släktnamnet redan upptaget av ett urdjur. Ett nytt namn skapades år 1994 av Chatterjee och Ben Creisler.

## Fynd
Kvarlevor av Alwalkeria har uppdagats i Maleri-formationnen i Andhra Pradesh, Indien. Detta är en geologisk formation från senare delen av triasperioden (carnian- till norianepokerna för mellan 227 och 221 miljoner år sedan). Obestämda material från en prosauropod har också hittats i Maleri, men Alwalkeria är den enda namngivna dinosaurien därifrån. Det enda kända exemplaret är ofullständig och består av delar av främre över- och underkäkarna, 28 ofullständiga ryggkotor från alla delar av ryggraden, det mesta av lårbenet, och ett astragalben (ankeln). Det partiella kraniet är runt 4 centimeter långt.

## Klassificering
Även om Alwalkerias kvarlevor är knappa påminner radavståndet och formen på tänderna starkt de hos Eoraptor lunensis. Som hos Eoraptor separerar en lucka tänderna från premaxilla- och maxillabenen i överkäken. Andra likheter emellan de två djurens kranier sammanlänkar även dem på morfologiska grunder (Langer 2004). Den beskrevs ursprungligen som en nära släkting till Podokesaurus, men klassificerades senare till Herrerasauridae.
Alwalkeria har inte utsatts för någon kladistisk analys, men dess likheter med Eoraptor antyder att de kan ha haft liknande platser i dinosauriernas familjeträd. Dock är Eoraptors plats ifrågasatt, vilket även sätter Alwalkerias i gungning. En analys gjord nyligen visar att Eoraptor tillhörde de ödlehöftade dinosaurierna, men även var basal till delningen av grenarna theropod-sauropodomorpha (Langer 2004). Paul Sereno har istället funnit att Eoraptor är en basal theropod (Sereno 1999).  Andra forskare placerar Eoraptor utanför Dinosauria helt och hållet (Fraser o. a., 2002).

## Beskrivning
Denna dinosaurie hade även dentition som hos heterodonter i överkäken, vilket kan betyda att tänderna är olika formade beroende på deras position i käken. Likt Eoraptor och basala sauropodomorpher är framtänderna smala och raka, medan tänderna i sidorna på käkarna är svängda bakåt som de hos köttätande theropoder, även om inga tänder är sågtandade. Denna tandordning ser inte heller ut att riktigt tillhöra växtätare och ej heller köttätare, vilket antyder att denna dinosaurie var en allätare med varierad diet, inkluderat insekter, små ryggradsdjur och växtmaterial.
Flera utmärkande drag gör Alwalkeria unik bland basala dinosaurier. Förutom dess icke sågtandade tänder, är underkäken proportionellt bredare än hos de flesta andra kända dinosaurier. Därtill har den en väldigt stor led emellan vadbenet och vristen.